# Menzoberranzan (videogioco)
Menzoberranzan è un videogioco di ruolo del 1994 sviluppato da DreamForge Intertainment e pubblicato da Strategic Simulations per MS-DOS e dalla KSS per i computer giapponesi NEC PC-9801 e FM Towns.
Il gioco è ambientato a Menzoberranzan, una delle città dell'universo di Forgotten Realms, nel mondo di Advanced Dungeons & Dragons.
Menzoberranzan è incluso nel terzo capitolo della raccolta Forgotten Realms: The Archives, insieme a Dungeon Hack.